# Masahiko Shimada
Masahiko Shimada (jap. 島田 雅彦 Shimada Masahiko;  ur. 13 marca 1961 w Tokio) – pisarz japoński.
Studiował rusycystykę na Tokyo University of Foreign Studies (Tōkyō Gaikokugo Daigaku). W czasie studiów zadebiutował powieścią pt. Yasashii sayoku no tame no kiyūkyoku (Divertimento dla dobrych ludzi o lewicowych poglądach), która została nominowana do Nagrody im. Akutagawy. Po studiach został profesjonalnym pisarzem. Tworzy: powieści, opowiadania sztuki teatralne oraz dzienniki z podróży. Współpracuje z grupami teatralnymi, opracowując dla nich inscenizację sztuk. W 1992 roku wystąpił w filmie Tokyo Decadence w reżyserii Ryū Murakami.

## Wybrane publikacje
- Yasashii sayoku no tame no kiyūkyoku (優しいサヨクのための嬉遊曲, 1982)
- Muyū ōkoku no tame no ongaku (夢遊王国のための音楽, 1984)
- Higan-sensei (彼岸先生, 1983)
- Jiyū shikei (自由死刑, 1999), wyd. w Polsce pt. Wyrok śmierci na życzenie, (2004)[1]

## Filmografia
- Tokyo Decadence, 1992, reż. Ryū Murakami